# Onze-Lieve-Vrouw van Genade (icoon)
Onze-Lieve-Vrouw van Genade (Frans: Notre-Dame de Grâce), is een 14e-eeuwse icoon die zich bevindt in de kathedraal Onze-Lieve-Vrouw van Genade in de Noord-Franse stad Cambrai.

## Achtergrond
De icoon is van het type Eleousa ("zij die medelijden heeft"): een menselijke Maria die het kindje Jezus tegen haar wang houdt. Dit type icoon onderscheidt zich van de meer afstandelijke Hodegetria waarop Maria naar Jezus wijst. Deze Byzantijnse icoon is het kostbaarste bezit van de kathedraal. Ze zou dateren van rond 1340. Kanunnik Fursy de Bruille bracht de icoon in 1440 over naar de oude kathedraal van Kamerijk, waar ze op 14 augustus 1452 plechtig werd geïnstalleerd. Reeds zeer snel trok de icoon talrijke pelgrims.
In 1793, tijdens de Franse Revolutie, werd de icoon verborgen bij een particulier. Louis Belmas, aartsbisschop van Kamerijk, gaf de icoon ten slotte haar huidige plaats. 100.000 bedevaartgangers kwamen haar aanbidden toen ze voor het eerst opnieuw getoond werd in de pas tot kathedraal bevorderde kerk. Op 14 mei 1894 liet paus Leo XIII een kroon maken boven de icoon.
Bernadette Soubirous, de heilige die de Mariaverschijningen had te Lourdes, zou ontevreden geweest zijn over het Mariabeeld dat te Lourdes werd geplaatst. Als men haar afbeeldingen liet zien van allerlei Maria-afbeeldingen, zou ze de icoon van Onze-Lieve-Vrouw van Genade aangeduid hebben als de meest gelijkende. In 2002 werd in de Sint-Bernadettekerk te Lourdes, vlak bij de Grot van Massabielle, een grote reproductie (1,57 m hoog) van deze icoon geplaatst.
Jaarlijks wordt de icoon in de stad rondgedragen tijdens de processie ter gelegenheid van het feest van Maria-Tenhemelopneming op 15 augustus.